# Valderrey
Valderrey ist ein nordspanischer Ort und eine Gemeinde (municipio) mit 416 Einwohnern (Stand: 2024) in der Provinz León in der Autonomen Gemeinschaft Kastilien-León. Neben dem Hauptort Valderrey besteht die Gemeinde aus den Ortschaften Barrientos, Bustos, Carral, Castrillo de las Piedras, Cuevas, Curillas, Matanza und Tejados.

## Lage und Klima
Valderrey liegt in einer Höhe von ca. 840 m in der westleonesischen Hochebene (meseta) etwa 50 Kilometer in westsüdwestlicher Richtung von León entfernt. Durch die Gemeinde führt die Autovía A-6 und der Río Tuerto fließt durch den Nordosten der Gemeinde.
Das Klima ist gemäßigt bis warm; Regen (597 mm/Jahr) fällt überwiegend im Winterhalbjahr.

## Bevölkerungsentwicklung
| Jahr      | 1970 | 1981 | 1991 | 2001 | 2011 | 2021 |
| Einwohner | 1404 | 958  | 781  | 632  | 487  | 433  |

Aufgrund der zunehmenden Mechanisierung der Landwirtschaft und der Aufgabe zahlreicher bäuerlicher Kleinbetriebe in der zweiten Hälfte des 20. Jahrhunderts fehlten mehr und mehr Arbeitsplätze, was eine immer noch anhaltende Landflucht auslöste.

## Sehenswürdigkeiten
- Marienkirche in Valderrey

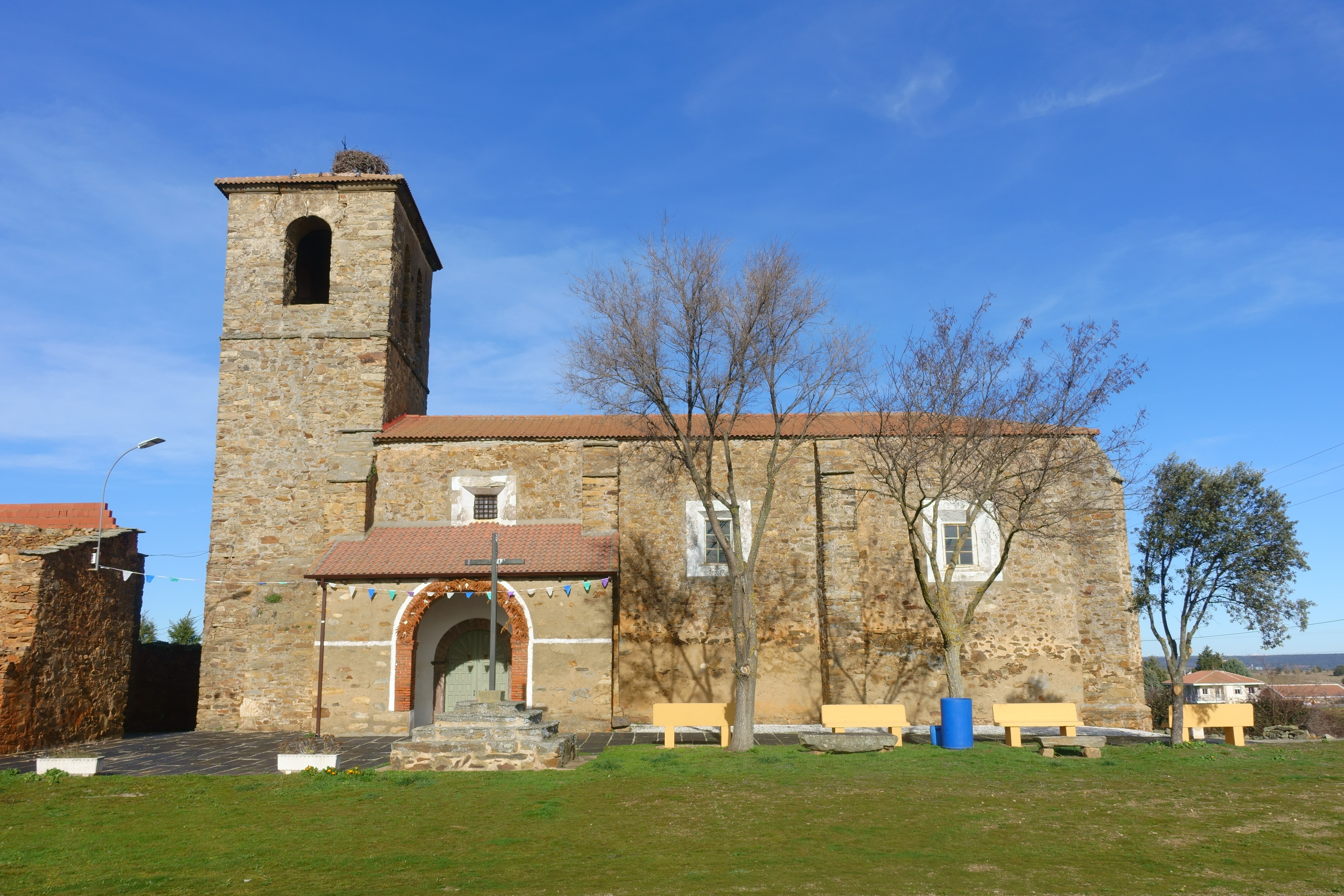
Marienkirche
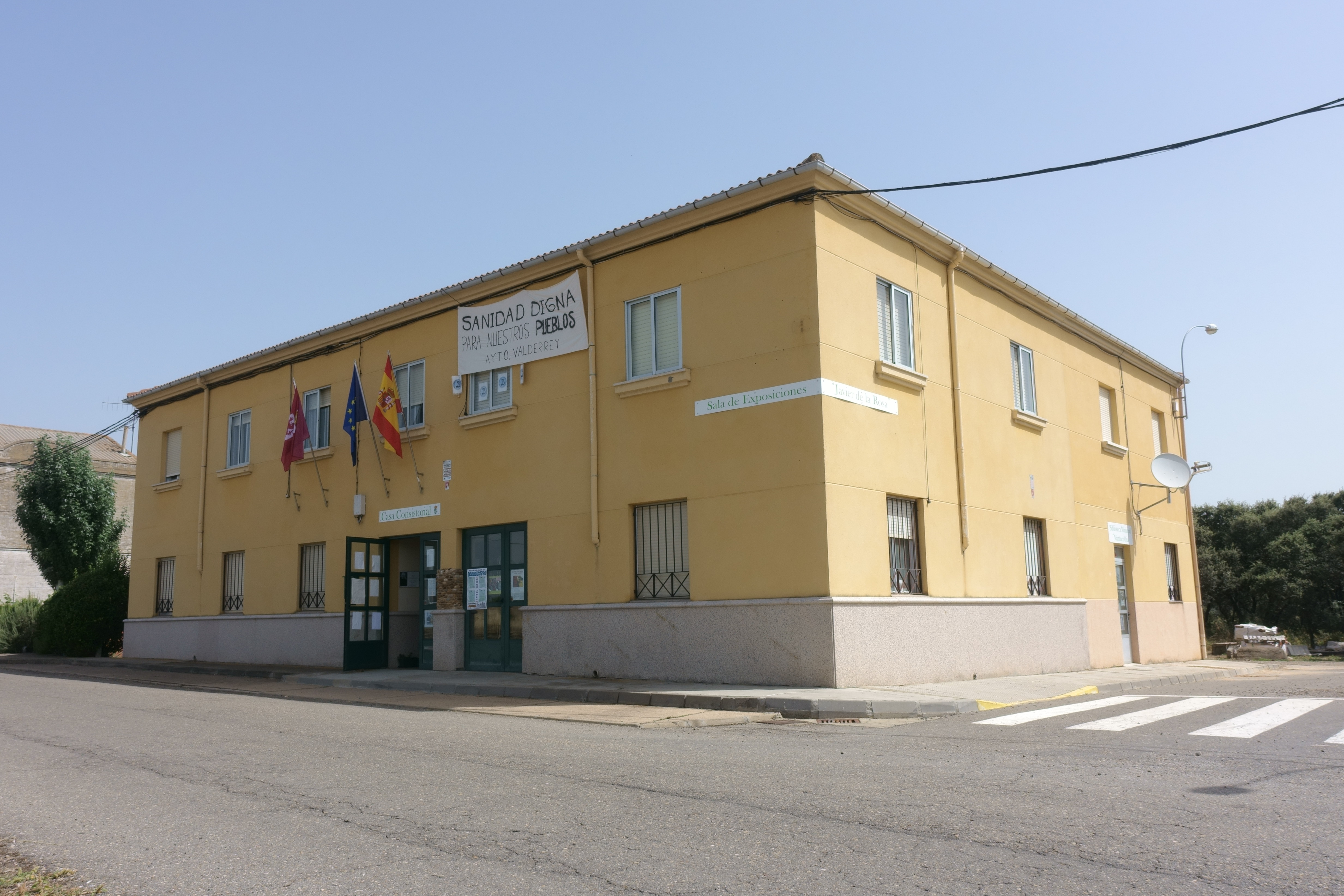
Rathaus